# Rowland Flat
Rowland Flat is een plaats in de Australische deelstaat Zuid-Australië en telt 291 inwoners (2006).